# Haba (enfermedad)
Se llama haba a una hinchazón tumorosa de la membrana mucosa que reviste la parte del paladar detrás de los dientes llamados pinzas o palas de la mandíbula anterior. 
Es particular de los lechales (potros y muletas) durante la dentición, siendo rara en los animales hechos y cuando la tienen es señal de la inflamación del estómago o de los intestinos. Es demasiado común atribuir al haba la inapetencia que suelen tener los animales, cuyo error creído por el vulgo y sostenido por la ignorancia tradicional, hace que se extraiga inhumanamente el tumor con un hierro encendido, practicando lo que llaman sacar el haba. Semejante tratamiento es absurdo pues debe tratarse el origen de la enfermedad. 